# Okrochka
L'okrochka (en russe : окрошка  ) est une soupe froide de Russie. Son nom peut-être rapproché du russe крошить (krochit), qui signifie « émietter ».

## Histoire
Il s'agit d'un plat traditionnel dans la cuisine russe,. Cette soupe froide est attestée depuis 1790 dans les écrits de Nikolaï Ossipov, à l'aube de la littérature culinaire russe. Elle serait aussi mentionnée dans le Domostroï.

## Recette
La recette originale est faite à base de légumes coupés en petits morceaux. On en utilise généralement de deux types. Le premier doit avoir un goût neutre, comme les pommes de terre bouillies, navets, rutabagas, carottes, ou concombres. Le second doit être parfumé, (notamment les herbes aromatiques) : oignon vert, aneth, persil, cerfeuil, céleri, ou estragon.
Différentes viandes peuvent être utilisées dans la même soupe : le plus souvent du bœuf mais aussi des saucisses, du jambon, du saucisson ou de la volaille. Si on y met du poisson, qu'il soit de préférence cuit et froid, le meilleur choix étant un poisson au goût neutre: tanche, perche européenne, sandre, ou morue.
On utilise généralement du kvas blanc, plus aigre que le kvas normal, et plus rarement du kéfir de lait (ou de fruits) dans le Caucase ou du kombucha. Pour les épices, on utilise de la moutarde, du poivre noir et des concombres marinés. Enfin, on ajoute des œufs durs et de la smetana (crème fraîche).
Les ingrédients sont coupés en dés, puis mélangé au kvas juste avant d'être servis. Cette méthode permet aux légumes de conserver leur texture. Selon les goûts on peut y rajouter du sel ou du sucre, voire des cubes de glace, pour conserver la fraîcheur. 
Les paysans utilisent les restes pour la confectionner. 
Rafraîchissante, elle est mangée le plus souvent en été.

## Préparation

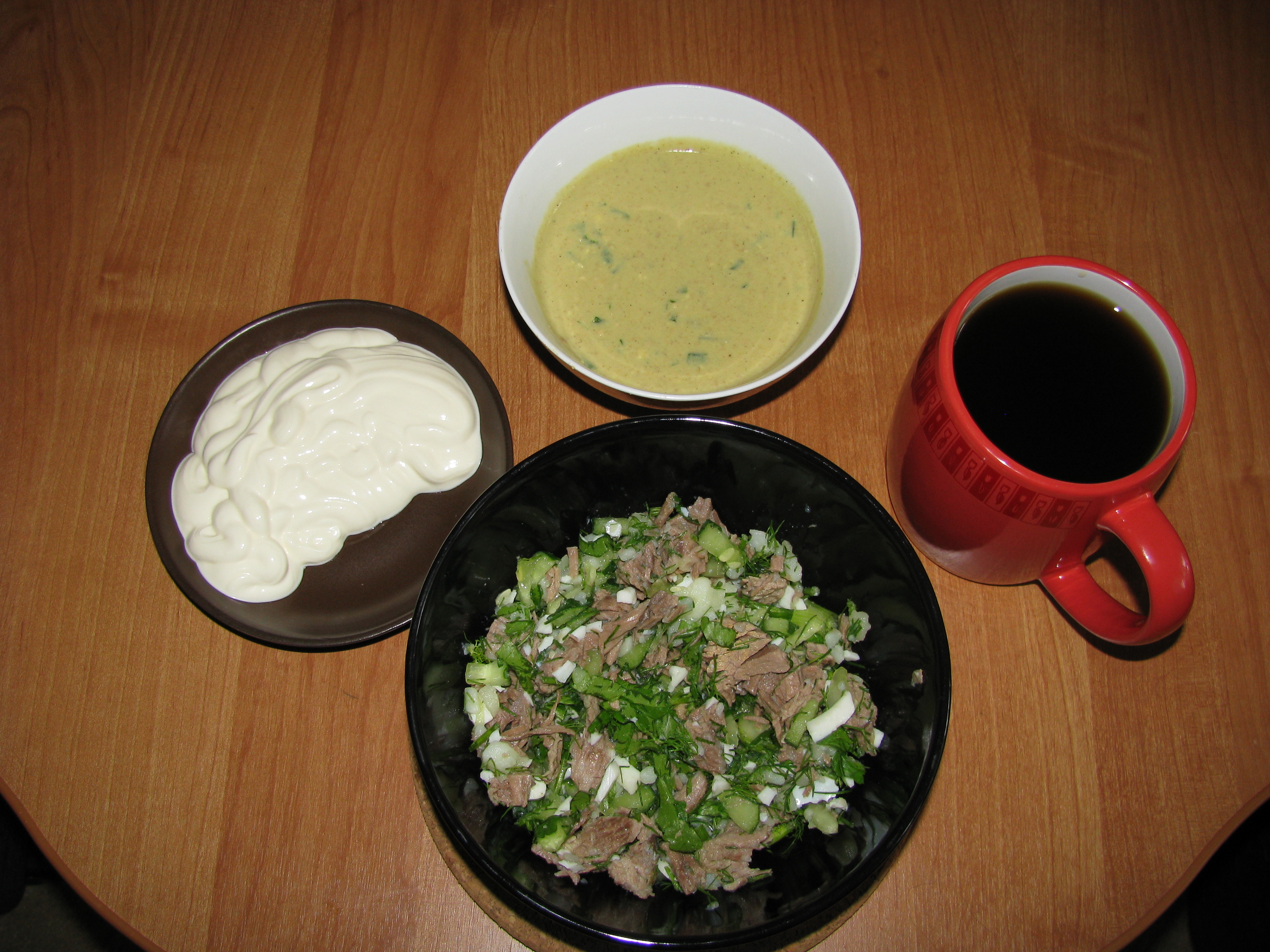
Okrochka au bœuf avec à côté du smetana, du kvass, et une vinaigrette à base de moutarde, jaune d’œuf, raifort, oignon vert et sel.
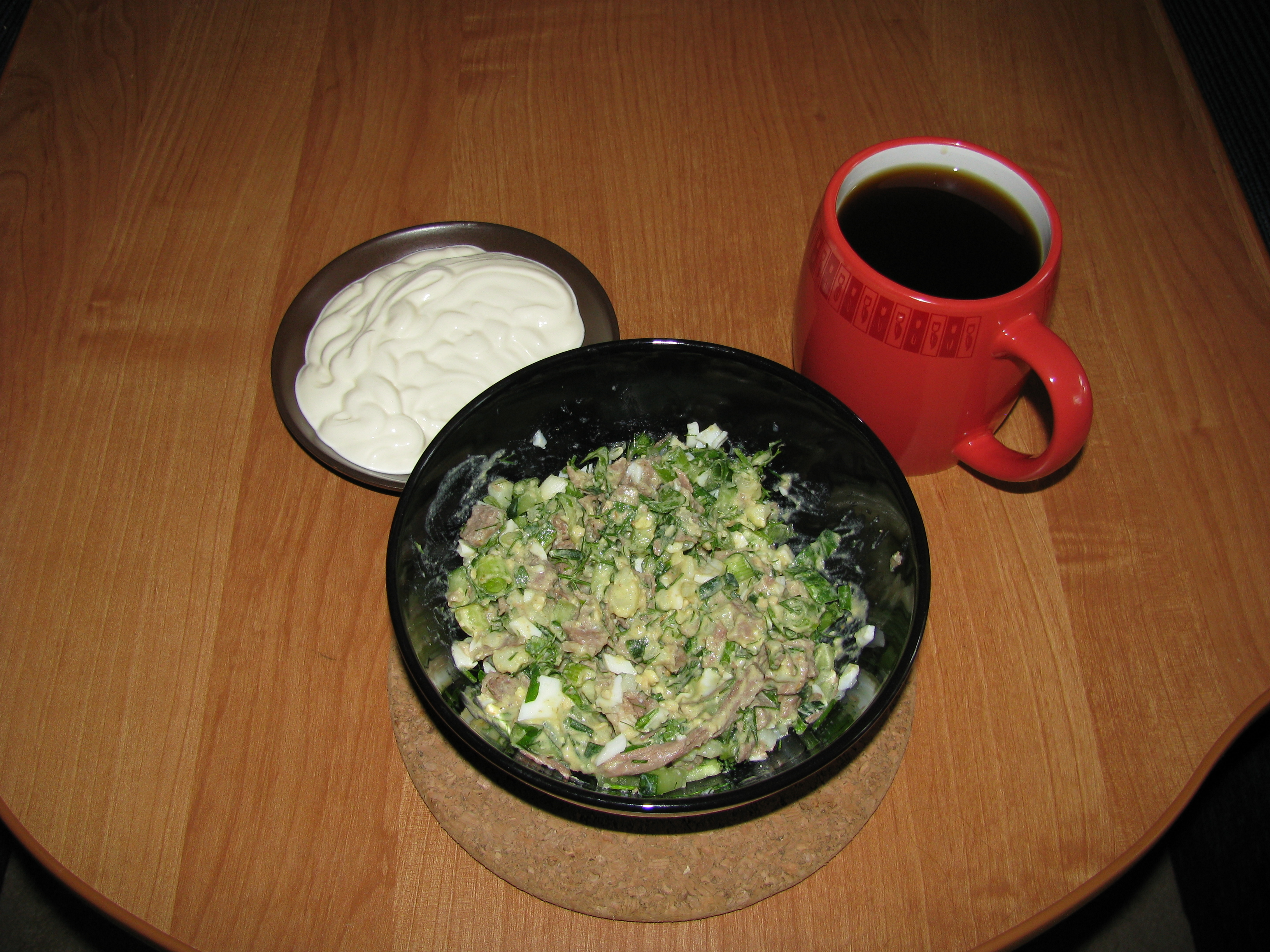
Ajout de la vinaigrette.
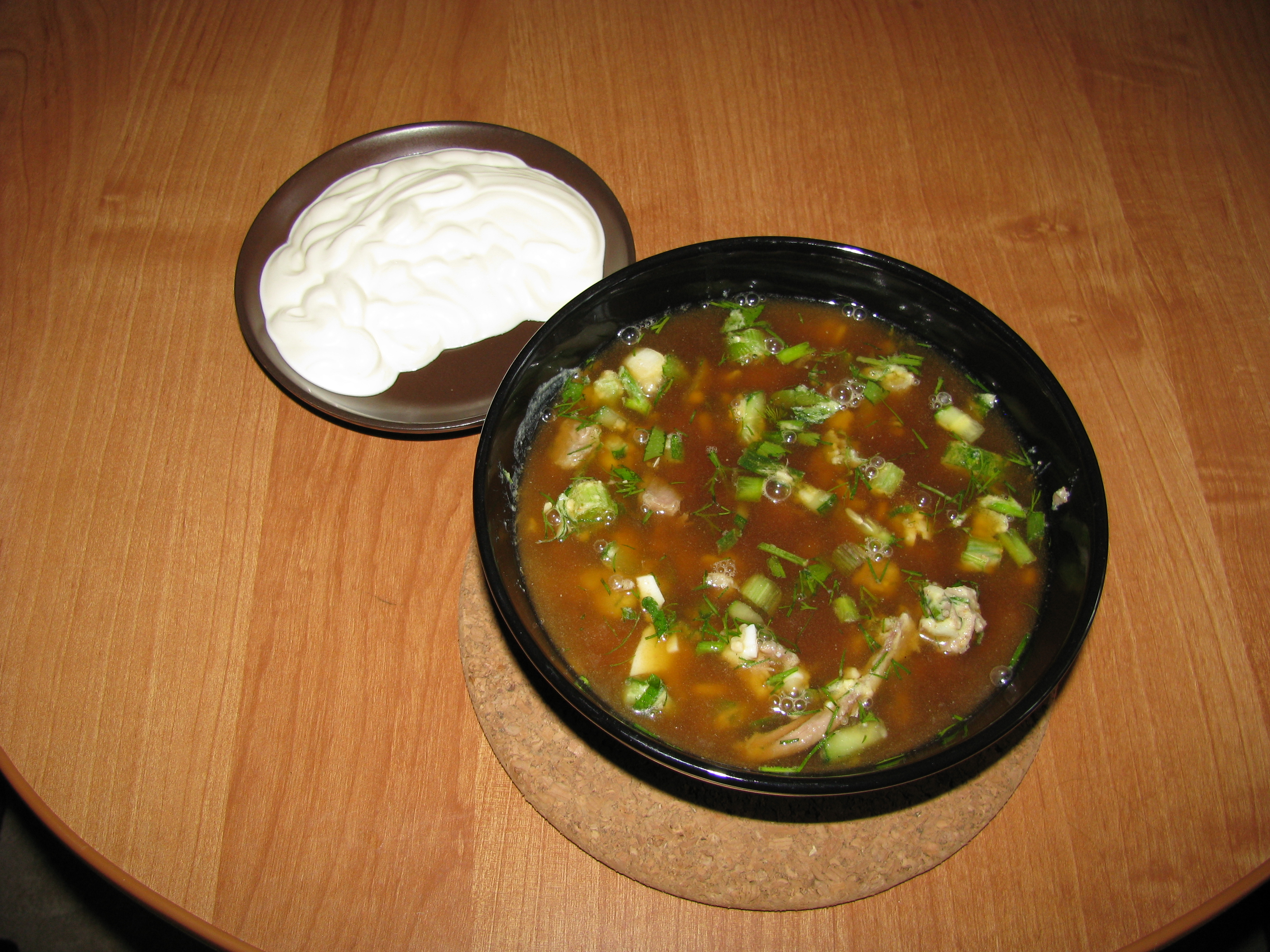
Ajout du kvass.
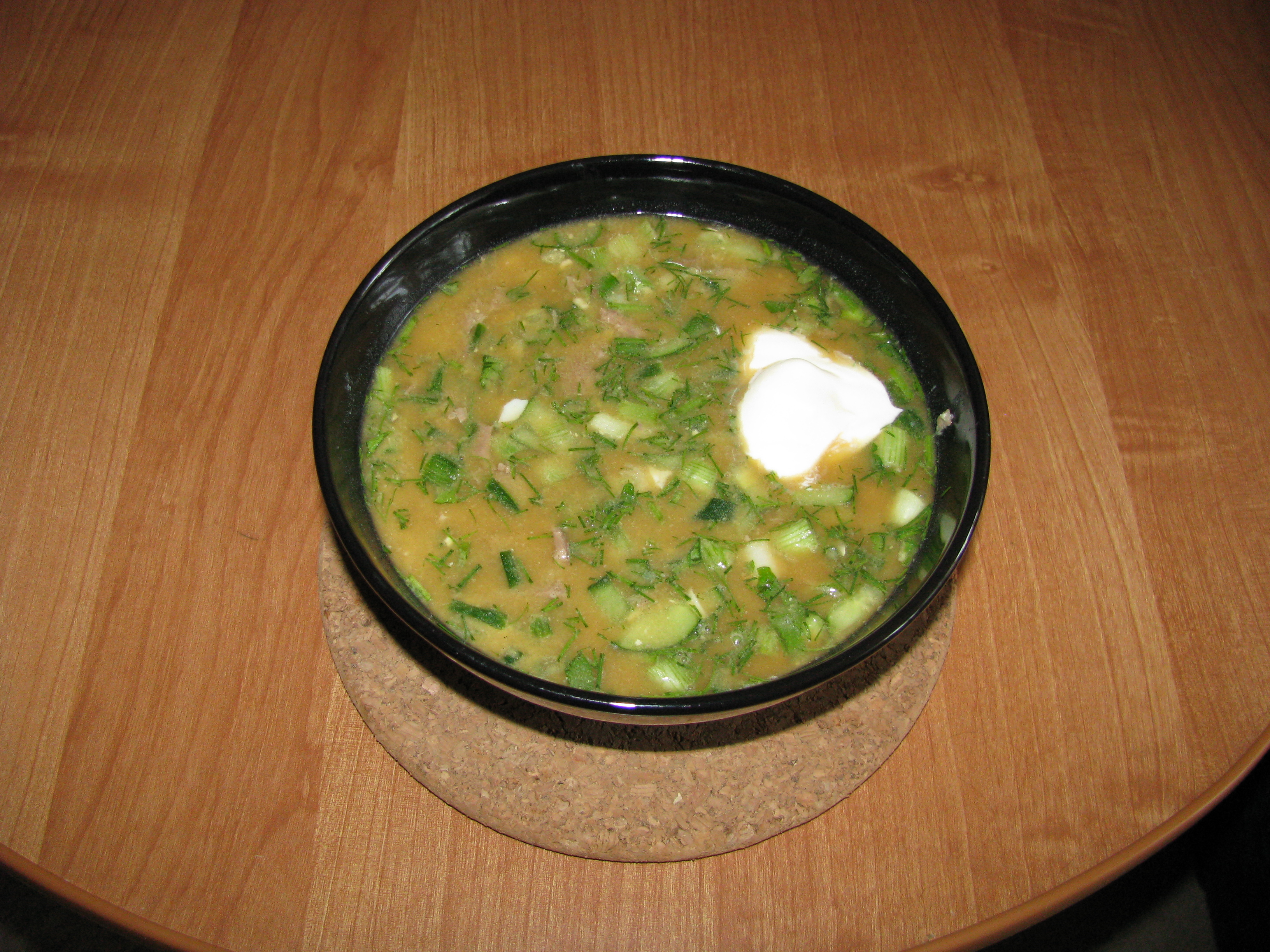
Soupe mixée et ajout de la smetana.
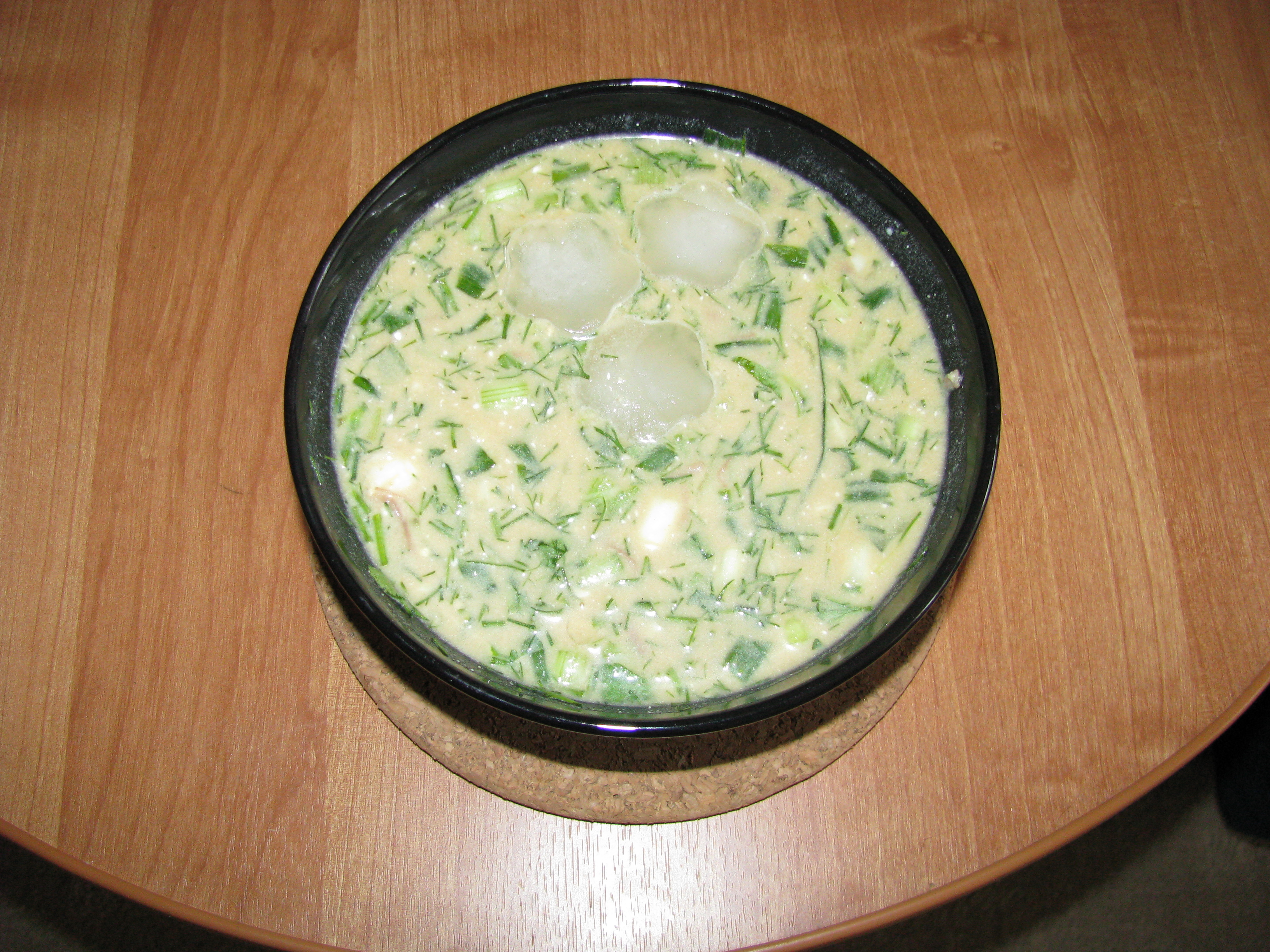
Résultat final avec ajout de glace.